# Petrus Apianus

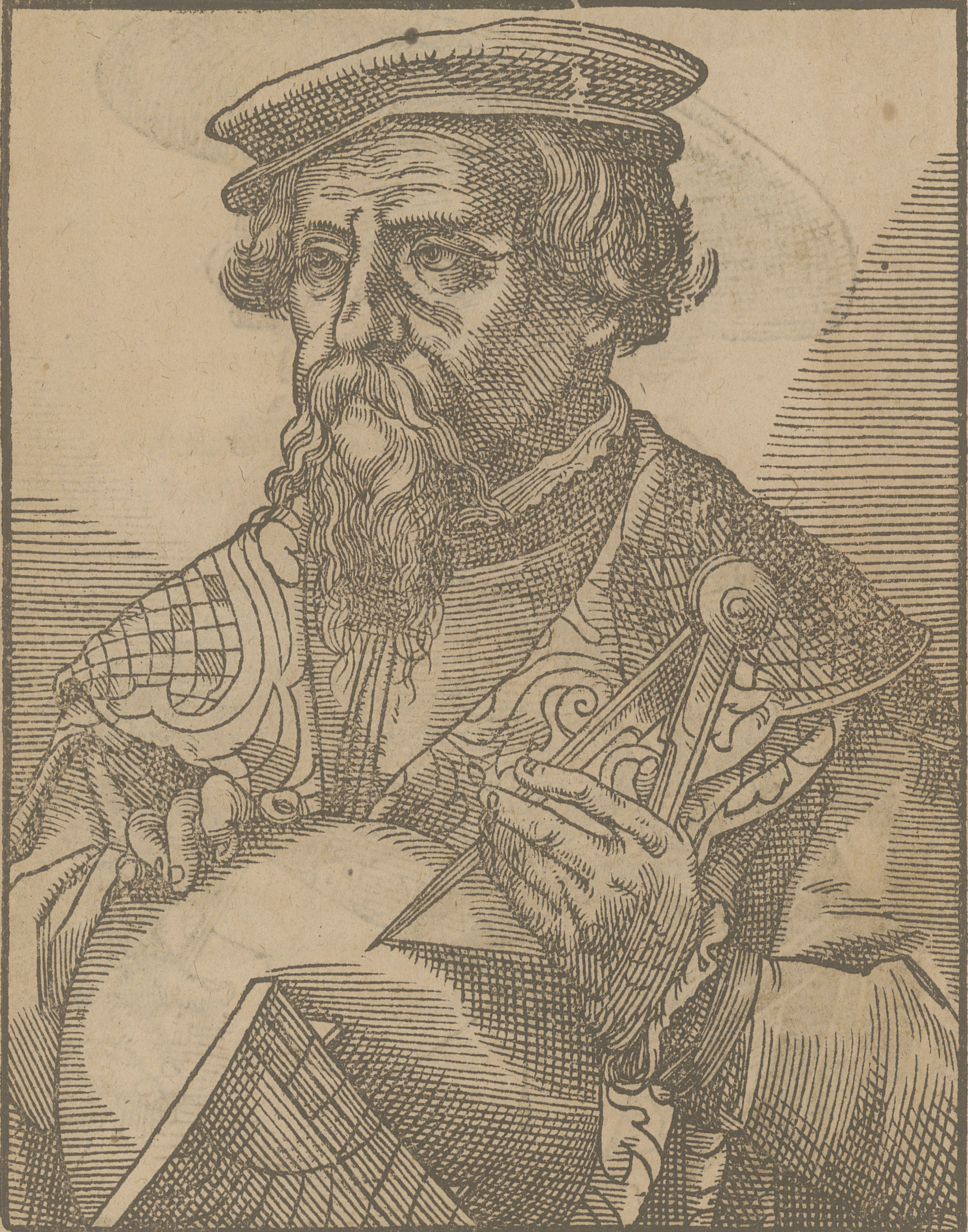
Apianus (ets uit de 18de eeuw)

Peter Apian of Petrus Apianus, geboren Peter Bienewitz (Leisnig, 16 april 1495 – 21 april 1552) was een Duitse humanist, die bekend is vanwege zijn werk in de wiskunde, astronomie en cartografie.
De Apianuskrater op de maan en de planeet 19139 Apian werden naar hem genoemd.

## Biografie[1]
Bienewitz werd geboren in een welgestelde schoenmakersfamilie. Hij volgde de Latijnse school van Rochlitz en studeerde tussen 1516 tot 1519 aan de Universiteit van Leipzig. In deze periode latiniseerde hij zijn naam. Biene betekent bij in het Duits en dat is in het Latijn Apis, wat leidde to de naam Apian of Apianus.

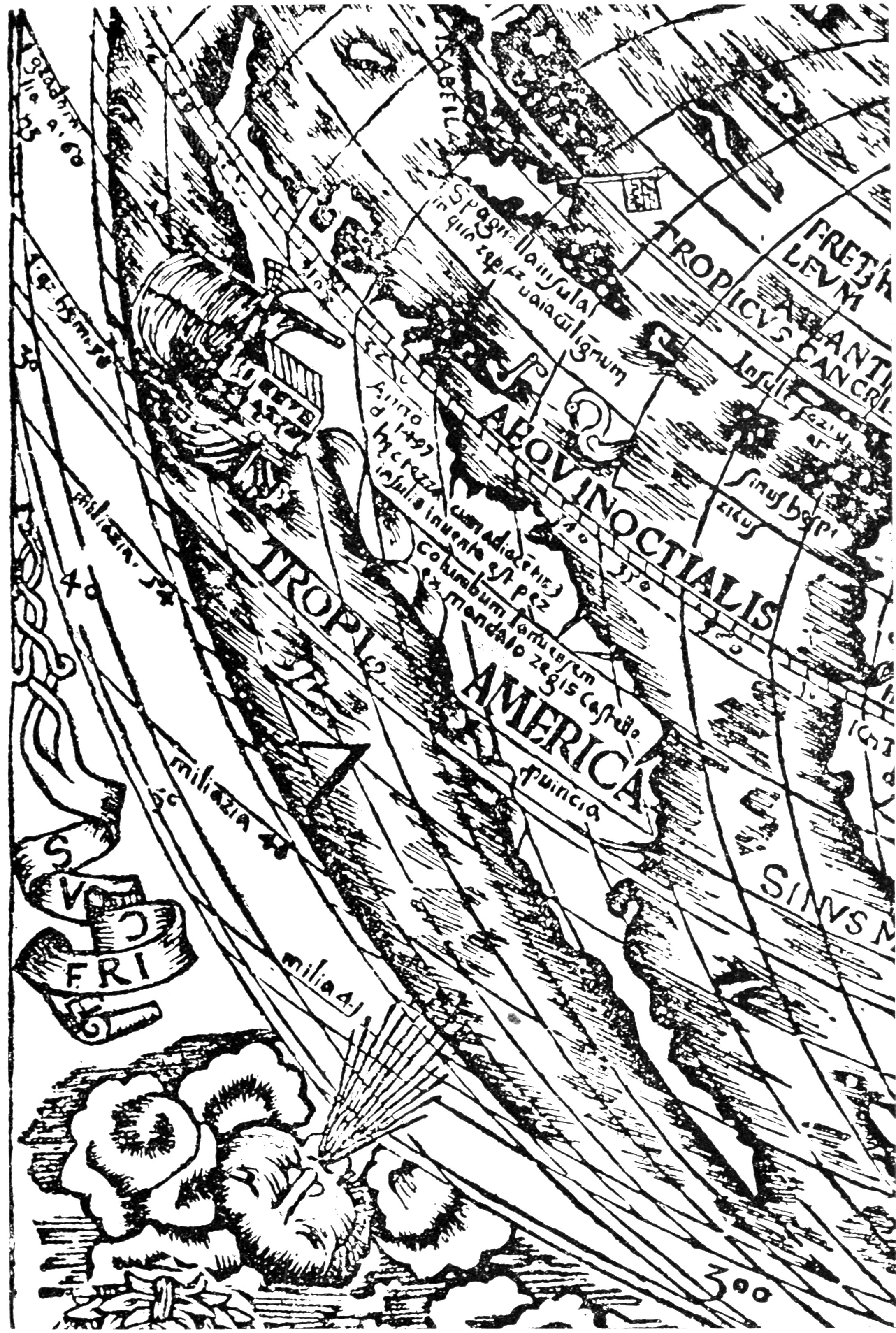
Kaartstuk van Petrus Apianus' hand (1520)

Vanaf 1519 studeerde hij aan de Universiteit van Wenen. Na het uitbreken van de pest beëindigde hij daar in 1521 zijn studies en verhuisde naar Regensburg en later naar Landshut. Het werk Cosmographicus liber (1524) schreef hij in Landshut. Het werk kreeg grote bekendheid en werd in de loop der jaren meer dan 40 keer herdrukt en vertaald naar het Frans (1544), Nederlands (1545) en het Spaans (1548).
In 1526 trouwde Apianus met de dochter van een raadslid van Landshut, ze kregen samen 14 kinderen, 5 meisjes en 9 jongens onder wie Philipp Apian. In 1527 verhuisde hij naar Ingolstadt en startte daar een winkel van kaarten en wetenschappelijk boeken.
Zijn werk werd bewonderd door keizer Karel V, waardoor hij in 1532 het alleenrecht kreeg op het drukken van bepaalde kaarten en in 1535 als blijk van waardering een wapenschild. In 1540 drukte Apius de Astronomicum Caesareum, die hij opdroeg aan Keizer Karel, deze beloonde hem met de som van 3.000 gulden en benoemde hem tot Rijksridder en hofwiskundige.
Ondanks aanbiedingen van de universiteiten van onder meer Leipzig, Padua, Tübingen, en Wenen bleef hij te Ingolstadt. Hij was in 1531 degene die ontdekte dat de staart van een komeet altijd van de zon af is gekeerd. Girolamo Fracastoro deed deze ontdekking in hetzelfde jaar, maar Apius was eerder met de publicatie.

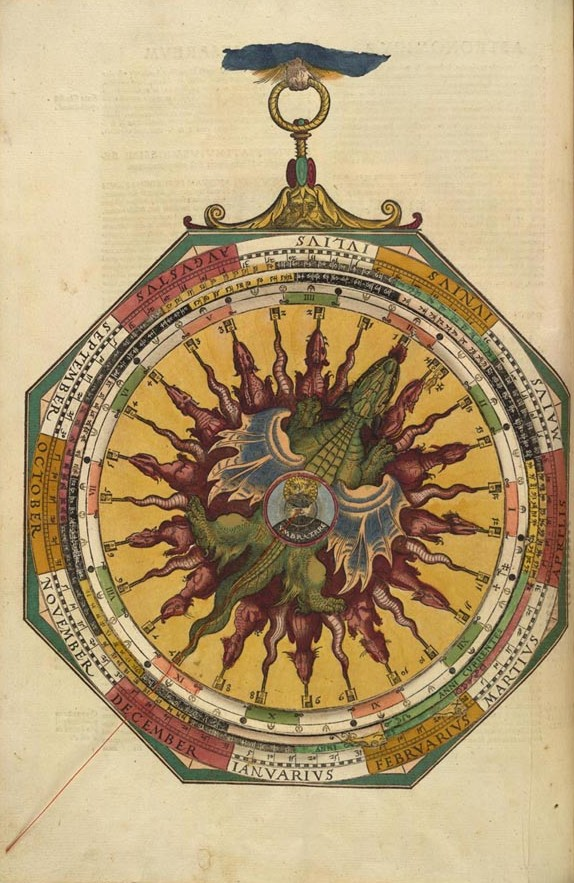
Pagina uit Astronomicum Caesareum

## Een selectie uit zijn werk
- Cosmographicus liber, Landshut 1524.
- Cosmographiae introductio, cum quibusdam Geometriae ac Astronomiae principiis ad eam rem necessariis, Ingolstadt 1529.
- Ein kurtzer bericht der Observation unnd urtels des jüngst erschinnen Cometen..., Ingolstadt 1532.
- Quadrans Apiani astronomicus, Ingolstadt 1532.
- Horoscopion Apiani..., Ingolstadt 1533.
- Instrument Buch..., Ingolstadt 1533.
- Instrumentum primi mobilis, Nuremberg 1534.
- Astronomicum Caesareum, Ingolstadt 1540.